# T.N.K. III
T.N.K. III (TNK III aux États-Unis, ou T.A.N.K au Japon) est un jeu d'arcade de type shoot them up créé par SNK et sorti sur borne d'arcade (sur le système Triple Z80 Based) en 1985. Il est porté deux ans plus tard sur ordinateur, puis sur adapté sur NES en septembre 1988,,,.

## Portage
Ordinateur
- Tank : Amstrad CPC (SNK / Ocean Software, 1987)
- Tank : ZX Spectrum (SNK / Ocean Software, 1987)
- Tank : Commodore 64 (SNK / Ocean Software, 1987)

Console
- Iron Tank: The Invasion of Normandy (aux États-Unis) / Great Tank (au Japon), (NES, 1988)